# Odgovornost zaposlenog pri odavanju poslovne tajne
Odavanje poslovne tajne se smatra jednim od najvećih prekršaja u poslovanju. To je delo koje podleže moralnim i obligacionim zakonima kojih se pridržavaju svi oni koji posluju s pažnjom dobrog privrednika(Pažnja dobrog privrednika,član 63. Zakon o privrednim društvima). Posledice ovog čina nekad mogu biti katastrofalne po kompaniju, tj. mogu dovesti do njenog propadanja. Odgovornost prilikom odavanja poslovne tajne snosi svako lice koje je direktno učestvovalo u činjenju ovog prekršaja, kao i lica koja su povezana s njim, a imala su koristi od ovog prekršaja(Povezana lica, član 62. Zakon o privrednim društvima) .

## Poslovna tajna
Poslovna tajna je
- podatak čije bi saopštavanje trećem licu moglo naneti štetu društvu, kao i
- podatak koji ima ili može imati ekonomsku vrednost zato što nije opšte poznat, niti je lako dostupan trećim licima koja bi njegovim korišćenjem ili saopštavanjem mogla ostvariti ekonomsku korist, a koji je od strane društva zaštićen odgovarajućim merama u cilju čuvanja njegove tajnosti.

Poslovna tajna je i podatak koji je zakonom, drugim propisom ili aktom društva određen kao poslovna tajna.
Poslovna tajna su sve informacije čije bi odavanje neovlašćenim licima moglo da bude štetno za preduzeće. Pojam poslovne tajne određen je generalnom klauzulom i glasi: Poslovnu tajnu predstavljaju isprave i podaci utvrđeni odlukom uprave preduzeća čije bi saopštavanje neovlašćenom licu bilo protivno poslovanju preduzeća i štetilo bi njegovim interesima i poslovnom ugledu.

### Klasifikacija poslovnih tajni
1. proizvodna tajna - čine je isprave i podaci tehničkog i organizacionog karaktera čije bi saopštavanje bilo protivno interesima preduzeća.
2. trgovačka tajna - čine podaci o poslovnim planovima preduzeća, o kupcima i dobavljačima. Tu spadaju i ponude u postupku [javnih licitacija.
3. bankarska tajna - štiti interese bankarskih komitenata. To su podaci o štednim ulozima, i depozitima građana.[2]

### Šta nije poslovna tajna
Kao poslovna tajna ne mogu se utvrditi isprave i podaci koji su po zakonu javni, kao ni podaci i isprave o kršenju zakona, dobrih poslovnih običaja i načela poslovnog morala. 
Poslovnom tajnom ne smatra se informacija koja je označena kao poslovna tajna radi prikrivanja krivičnog dela, prekoračenja ovlašćenja ili
zloupotrebe službenog položaja(Krivični zakonik, član 359.) ili drugog nezakonitog akta ili postupanja domaćeg ili stranog fizičkog i pravnog lica. Kao poslovna tajna u smislu ovog zakona ne mogu se štititi informacije za koje je posebnim zakonima propisano da ne mogu predstavljati poslovnu tajnu.

## Čuvanje poslovne tajne
Način čuvanja poslovne tajne utvrđuje se odlukom uprave preduzeća. Tom se odlukom utvrđuje i odgovornost lica za čuvanje poslovne tajne. Lica koja su obavezna da čuvaju poslovnu tajnu su članovi i akcionari privrednog društva, kao i sva lica zaposlena u preduzeću. To su i lica izvan preduzeća, ako su znala ili su morala znati da su određene isprave i podaci poslovna tajna. Dužnost čuvanja poslovne tajne traje i posle prestanka statusa osnivača člana i akcionara, prestanak mandata člana organa preduzeća i prestanak radnog odnosa zaposlenog. 
Poslovna tajna se štiti sankcijama privrednog prava, radnog prava, administrativnog prava i krivičnog prava.

### Izuzeci od dužnosti čuvanja poslovne tajne
Postoje određeni izuzeci od dužnosti čuvanja poslovne tajne, prema članu 73. Zakona o privrednim društvima.
Može se otkriti poslovna tajna čije je otkrivanje : 
- propisano zakonom
- neophodno radi obavljanja poslova ili zaštite interesa društva
- učinjeno nadležnim organima ili javnosti isključivo u cilju ukazivanja na postojanje dela kažnjivog zakonom.[1]

## Direktna odgovornost zaposlenih lica
Pored zabrane angažovanja u konkurentskom privrednom društvu, direktor je dužan da čuva poslovne tajne društva, i odgovoran je za štetu koju pričini društvu njihovim objavljivanjem.
Osnivačkim aktom svakog pojedinog društva utvrđuje se koje se sve informacije smatraju poslovnom tajnom. One mogu biti u vezi sa tehnološkim procesom proizvodnje, inovacijama, licencama, ili informacije u vezi sa menadžmentom.
Lice koje postupajući u dobroj veri želi da zaštiti javni interes, posebno ako ukazuje nadležnim organima na postojanje korupcije, ne sme da trpi zbog toga štetu pa postoji zakonska dužnost privrednog društva da mu pruži potpunu zaštitu. Međutim, ova dužnost postoji samo kao prirodna obligacija, koju retko ko poštuje jer nije sankcionisana.
Zakon o privrednim društvima predviđa kaznu za prekršaj za privredno društvo i odgovorno lice ako društvo ne čuva poslovnu tajnu, što je malo nelogično jer društvo trpi štetu zbog odavanja poslovne tajne, a direktor i članovi upravnog odbora odgovaraju za štetu prouzrokovanu privrednom društvu ako u pogledu čuvanja poslovne tajne, tj. njenog saopštavanja, ne postupaju u skladu sa zakonima i drugim propisima.
Prema članu 69. Zakona o privrednim društvima, sva lica koja imaju posebne dužnosti prema društvu ne mogu da koriste informacije do kojih su došli u tom svojstvu za lični ili interes povezanih lica.

## Posledice povrede dužnosti čuvanja poslovne tajne
Prema članu 74. Zakona o privrednim društvima
Društvo može podneti tužbu protiv lica iz člana 61. ovog zakona koje povredi dužnost čuvanja poslovne tajne, kojom može tražiti:
1. naknadu štete
2. isključenje tog lica kao člana društva, ako je to lice član društva
3. raskid radnog odnosa za to lice, ako je to lice zaposleno u društvu[7]

Podnošenje tužbe iz stava 1. ovog člana ne isključuje i ne uslovljava mogućnost otkaza radnog odnosa u skladu sa zakonom kojim se uređuju radni odnosi.
Društvo je dužno da pruži potpunu zaštitu licu koje postupajući savesno u dobroj veri ukazuje nadležnim organima na postojanje informacije iz člana 73. stav 1. tačka 3) ovog zakona.

## Građansko-pravna zaštita poslovne tajne
Prema članu 11. Zakona o zaštiti poslovne tajne Архивирано на веб-сајту  (17. април 2012), koji se odnosi na tužbe povodom ovog prekršaja:
- U slučaju povrede poslovne tajne, držalac poslovne tajne može tužbom da pokrene postupak pred sudom protiv svakog lica koje izvrši povredu

poslovne tajne u smislu člana 10. stav 2. ovog zakona i da zahteva: 
- prestanak radnji koje mogu dovesti do nezakonitog pribavljanja, korišćenja ili otkrivanja poslovne tajne i zabranu nezakonitog pribavljanja, korišćenja ili otkrivanja informacija koje predstavljaju poslovnu tajnu
- sprečavanje prometa, odnosno oduzimanje i povlačenje iz prometa,izmenu ili uništavanje svih predmeta koji sadrže informacije koje su poslovna tajna,ako je te podatke moguće, posredno ili neposredno, videti ili prenositi
- naknadu štete, uključujući stvarnu štetu i izgubljenu dobit, a ako je povreda učinjena namerno, tužilac može, umesto naknade imovinske štete, zahtevati naknadu do trostrukog iznosa uobičajene naknade koju bi primio za konkretni oblik korišćenja predmeta zaštite, da je to korišćenje bilo zakonito
- isključenje tog lica kao člana privrednog društva, ako je to lice član privrednog društva
- raskid radnog odnosa za to lice, ako je to lice zaposleno u pravnom licu
- objavljivanje presude u javnom glasilu o trošku tuženog.

Prilikom donošenja odluke o zahtevima iz stava 1. tač. 1)-3) ovog člana, sud posebno ceni srazmeru između ozbiljnosti povrede i interesa trećih lica. 

## Kazna
Kazniće se za privredni prestup novčanom kaznom u iznosu od 100.000 do 3.000.000 dinara privredno društvo, ili drugo pravno lice koje na način
iz člana 8. stav 1. i člana 9. stav 1. ovog zakona povredi poslovnu tajnu. 
Za radnje iz stava 1. ovog člana kazniće se za privredni prestup novčanom kaznom u iznosu od 50.000 do 200.000 dinara odgovorno lice u
privrednom društvu ili drugom pravnom licu. 
Predmeti izvršenja privrednog prestupa i predmeti koji su bili upotrebljeni za izvršenje privrednog prestupa iz stava 1. ovog člana biće
oduzeti, a predmeti izvršenja privrednog prestupa biće i uništeni. 
Predmetima izvršenja privrednog prestupa smatraju se dokumenta odnosno materijali u kojima su sadržane informacije koje predstavljaju
poslovnu tajnu, ako je te informacije moguće, posredno ili neposredno, videti ili prenositi. 
Presuda kojom je učiniocu izrečena kazna za privredni prestup iz stava 1. ovog člana javno se objavljuje.
Ko neovlašćeno drugom saopšti, preda ili na drugi način učini dostupnim podatke koji predstavljaju poslovnu tajnu ili ko pribavlja takve podatke u nameri da ih preda nepozvanom licu, kazniće se zatvorom od tri meseca do pet godina (Krivični zakonik, član 240. stav 1). Teži, kvalifikovani oblik krivičnog dela odavanja poslovne tajne postoji ako je delo učinjeno iz koristoljublja ili u pogledu naročito poverljivih podataka. U tom slučaju zaprećena je kazna zatvora od dve do deset godina. Ko krivično delo odavanja poslovne tajne učini iz nehata, kazniće se zatvorom do tri godine.

## Spoljašnje veze
- Zakon o privrednim društvima
- Zakon o obligacionim odnosima
- Zakon o zaštiti poslovne tajne Архивирано на веб-сајту  (17. април 2012)
- Krivični zakonik